# Лоудер, Дэнни
Дэ́ниел Нама́со Ло́удер (англ. Daniel Namaso Loader; род. 28 августа 2000, Рединг), более известный как Дэ́нни Нама́со (англ. Daniel Namaso) — камерунский и английский футболист, нападающий клуба «Порту» и сборной Камеруна. Выступает на правах аренды за клуб «Осер».

## Клубная карьера
Уроженец Рединга, Беркшир, Дэнни начал играть в футбол в академии клуба «Уиком Уондерерс». В 2012 году стал игроком академии «Рединга».
22 августа 2017 года дебютировал в основном составе «Рединга» в матче Кубка Футбольной лиги против «Миллуолла». На тот момент ему не исполнилось 17 лет.

## Карьера в сборной
16 августа 2015 года дебютировал в составе национальной сборной Англии до 16 лет в матче против сверстников из США.
С 2016 года выступает в составе сборной Англии до 17 лет. В 2017 году в составе сборной принял участие в чемпионате Европы (дошёл до финала) и чемпионате мира.

## Достижения
Сборная Англии (до 17 лет)
- Победитель чемпионата мира (до 17 лет): 2017